# Åbo Nation
Åbo Nation (en français : Nation d'Åbo, sigle ÅN) est l'une des 15 nations étudiantes de l'Université d'Helsinki.
De langue suédoise, elle est fondée en 1643 pour regrouper les étudiants de Turku,  Turunmaa, Pori, Tampere et Ahvenanmaa.